# 栗原玉葉
栗原 玉葉（くりはら ぎょくよう、1883年（明治16年）4月19日 - 1922年（大正11年）9月9日）は、明治から大正にかけての女性日本画家。長崎県出身。本名・栗原あや子。40歳で夭折したが、同時代を代表する女性画家として活躍し、「京都の松園」・「東京の玉葉」と並び評された画家である。

## 生涯
1883年（明治16年）4月19日、長崎県南高来郡山田村馬場（現在の雲仙市吾妻町）に上に5人兄のいる末娘として生まれる。1895年（明治28年）、郷里を離れ、長崎師範学校付属高等小学校に転校、ついで1901年（明治34年）に梅香崎女学校（現在の梅光女学院）に入学、プロテスタント系のミッションスクールであった同校在学中に洗礼を受ける。
1906年（明治39年）同校を卒業した後に上京、キリスト教の精神に基づく経営方針を掲げていた小林富次郎商店（ライオン株式会社の前身）が運営する小林夜学校の教員として勤務する一方で、画学生として女子美術学校（現在の女子美術大学）に学び、海老名弾正の本郷教会に属して伝道にも携わる。美術学校卒業後は郷里から呼び寄せた母親と同居、母校である同校の教壇にも立ち、日本画家・寺崎広業にも入門、さらに研鑽を深める。また、ある日、浜町の鏑木清方の所に玉葉が入門を願いに行ったが、清方から断られている。
1909年（明治42年）の第7回美術研精会展に「初夏」、1910年（明治43年）の第8回同展に「山水」を出品した後、1911年（明治44年）の第11回巽画会展で「幼き日」が三等銅賞、同年の第9回美術研精会展では「夏の夕」が四等賞状、1912年（明治45年）4月の第12回巽画会展でも「鈴蟲」が三等賞銅牌を受賞し画壇デビュー。1913年（大正2年）には日本精版印刷合資会社主催の懸賞広告図案画で島成園らとともに四等賞を得た。「夏の夕」は明治44年4月15日付の読売新聞で「鮮やかなものだ。美人画中最も傑出している」と賞賛された。
同年秋の第7回文部省美術展覧会（文展）に「さすらい」が入選となり官展デビューを果たし、翌1914年（大正3年）の東京大正博覧会美術館展では「お約束」が、同年の第8回文展に出品した「幼などち」「噂の主」（現在所在不明）はともに入選となり、「幼などち」は褒状も受賞した。彼女の作品には若い女性のほか、幼児の姿や行動などを画題としたものが多いが、これはすでにふれた本郷教会で、日曜学校の教師として幼児を指導していた経験に由来するものとされる。
1915年（大正4年）には彼女の創作活動を献身的に支援した母を亡くし、私生活上の危機に瀕するも、人形浄瑠璃「傾城阿波の鳴門」の登場人物である巡礼・お鶴を亡母への追慕の念を込めて描き、この年の第9回文展で入選となった。しかし翌1916年（大正5年）の第10回文展では落選となり、11月には朝鮮へ渡って同地の風俗を研究して帰国、1917年（大正6年）の第11回文展ではその成果ともいうべき双幅「身のさち　心のさち」が入選。翌1918年（大正7年）の第12回文展では双幅「春雨秋雨」と「朝妻桜」を出品、「朝妻桜」が入選となった。1920年（大正9年）3月には、故郷・長崎の県立図書館で「栗原玉葉女史近作画展覧会」が開催され、同年、東京で女性画家の創作グループ・月耀会の設立に参加。1921年（大正10年）第3回帝国美術院展覧会（帝展）で「清姫物語（想い、女、執着、眞如）」が入選、翌1922年（大正11年）5月には平和祈念東京博覧会展覧会に「葛の葉」を、第3回月耀社展に3部作「お夏」「乙女二代」「花合わせ」を出品するも、同年9月9日に40歳で病没。

## 作品
| 作品名         | 技法     | 形状・員数 | 寸法（縦x横cm） | 所有者                                     | 年代                 | 出品展覧会                       | 落款・印章                             | 備考                             |
| -------------- | -------- | ---------- | --------------- | ------------------------------------------ | -------------------- | -------------------------------- | -------------------------------------- | -------------------------------- |
| お鶴           | 絹本著色 | 1幅        | 174.8x85.9      | 中右コレクション                           | 1915年（大正4年）    | 第9回文展入選                    | 款記「玉葉女」/「玉葉」朱文楕円印      |                                  |
| 遊女の図       | 絹本著色 | 1幅        | 172.8x56.5      | 長崎県美術館                               | 1915年（大正4年）    | 第9回文展落選                    |                                        |                                  |
| 朝妻桜         |          |            |                 | 中右コレクション                           | 1918年（大正7年）    | 第12回文展入選                   | 「綾」朱文円印                         | 永見徳太郎旧蔵                   |
| 聖女           |          |            |                 | ショファイユの幼きイエズス修道会（宝塚市） | 1919年（大正8年）    | 第7回国香会展                    |                                        | 同展には「童貞」の名で出品       |
| 聴鶯図         | 絹本著色 | 1幅        | 129x51          | 長崎県美術館                               | 1919年（大正8年）    |                                  |                                        |                                  |
| 古賀街道図屏風 |          |            |                 | 長崎歴史文化博物館                         | 1919年（大正8年）    | 玉葉女史展覧会（長崎県立図書館） |                                        | 同展に「長崎街道」の名で出品     |
| 草花図屏風     |          | 二曲一隻   |                 | 光西寺                                     | 1919年（大正8年）    |                                  | 款記「大正乙未 玉葉」/「玉葉」朱文方印 |                                  |
| 尼僧（童貞）   | 絹本著色 | 1幅        | 173.2x98.5      | 長崎県美術館                               | 1920年（大正9年）    | 第2回帝展                        | 款記「玉葉女」/「玉葉印」朱文方印      | 同展には「朝詣で」の名で出品     |
| お夏狂乱       |          |            |                 | 長崎歴史文化博物館                         | 1920年（大正9年）    |                                  |                                        |                                  |
| 解脱尼         |          |            |                 | 長崎歴史文化博物館                         | 1921年（大正10年）   | 第2回月耀会展                    |                                        | 同展には「西鶴のお夏」の名で出品 |
| 葛の葉         | 絹本著色 |            | 175x83          | 長崎県美術館                               | 1922年（大正11年）頃 | 平和記念東京博覧会               | 款記「玉葉」/「王葉印」朱文方印        |                                  |
| 王朝花見図屏風 |          |            |                 | 個人                                       |                      |                                  | 「栗原氏印」白文方印                   |                                  |